# Jean-Paul Ladouceur
Pour les articles homonymes, voir Ladouceur.
Jean-Paul Ladouceur (30 décembre 1921, Montréal, Québec - 21 novembre 1992, Laval, Québec à l'âge de 70 ans) est, entre autres, un aquarelliste, un décorateur, un réalisateur et un directeur de films d'animation québécois.
Au Québec, il est surtout connu pour ses personnages de Pépinot et Capucine, une série télévisée pour enfants, même s'il est récipiendaire d'un Oscar pour l'un de ses films d'animation. Dans le milieu des arts, on le perçoit comme une influence majeure en aquarelle.

## Biographie
Lisez  sa biographie sur le site Ladouceur.ca
Il a fait ses études à l'École des beaux-arts de Montréal, au
Sir George Williams College (aujourd'hui Concordia University) et à l'Université de Montréal.
Il a occupé différents postes pour les sociétés suivantes : ONF, Radio-Canada, France-Film et Réseau TVA. Ceux-ci sont diversifiés : graphiste, animateur, décorateur, scénariste, illustrateur, réalisateur, producteur, directeur de films d'animation, comédien, présentateur, instructeur, directeur des programmes et conseiller en créativité. Son parcours professionnel l'a amené à être membre de la direction pour ces mêmes sociétés.
Au cours de sa carrière, il a aussi été illustrateur et auteur au premier journal étudiant en arts à diffusion provinciale : François, créateur et producteur de la série pour enfants Pépinot et Capucine pour la télévision, président du Canadian Children Broadcast Institute, professeur invité à l'Université Concordia, à l'Université Laval et président-fondateur de la Société canadienne de l'aquarelle. Il était aussi consultant pour le CRTC.
Pendant les vingt dernières années de sa vie, il s'est concentré sur la peinture, l'enseignement de l'aquarelle et le journalisme d'art. À son décès, il avait cumulé plus de 55 années de travail en illustration et autres formes d'art visuel.
Il a joué avec Grant Munro dans le film oscarisé Voisins du réalisateur Norman McLaren. Il a exposé dans de nombreuses galeries d'arts à Montréal, Toronto et Ottawa. Ses tableaux se retrouvent dans différents collections corporatives ou institutionnelles, telles celles des Hôtels CN, le CMQ, la cour royale des Pays-Bas, Métro, Domtar et Unicef. Plus d'un livre sur l'art lui est consacré.

## Ouvrages écrits et illustrés, liste sélective
- (en) The CBC Studio Handbook
- la Couleur à la télévision

## Ouvrages illustrés, liste sélective
- Un homme et son péché de Claude-Henri Grignon, Éditions Stanké, 1979
- la Romance du vin d'Émile Nelligan, album d'art sérigraphié à 100 exemplaires par Paul Moore, 1991
- Menaud, maître-draveur de Félix-Antoine Savard, Éditions Fides, 1992
- Souffles de vie pour la Congrégation des Capucins
- (en) Film and its Technique pour l'Université de Californie

## Films d'animation, liste sélective
- Voisins

## Séries télévisées, liste sélective
- Le Grenier aux images (1952-1954)
- Pépinot et Capucine (1952-1954)
- Pépinot (1954-1957)
- Le Zoo du Capitaine Bonhomme (1963-1968): Monsieur Pourquoi